# Drama Desk Awards
Les Drama Desk Awards sont des distinctions théâtrales américaines créées en 1955 et récompensant chaque année les spectacles produits à New York (Broadway, off-Broadway, off-Off-Broadway et théâtres à but non lucratif).
Décernées par un collège de plus de cent quarante critiques de théâtre, journalistes et éditeurs réunis au sein du Drama Desk, ils sont considérés comme l'une des récompenses majeures du monde du théâtre avec les Tony Awards.

## Historique
Appelés à l'origine « Vernon Rice Awards » en l'honneur du critique de théâtre Vernon Rice du New York Post, ils changèrent de nom en 1963. Le changement de nom est dû à des dissensions entre Vermon Rice et deux autres groupes fondateurs du prix. Au début, seul un petit nombre de prix étaient décernés. Une partie des organisateurs voulait étendre le nombre de nommés pour le prix ainsi que les récompensés. L'autre partie voulait garder la formule d'origine garante du succès établi. Vermon Rice, dépassé par les conflits qui prirent beaucoup d'ampleur, finit par jeter l'éponge et, à sa demande, son nom disparut du titre. Aucun procès n'a été fait, chose rare aux États-Unis. Ce qui aurait détruit l'entreprise, les dirigeants en ayant pris heureusement conscience. Au fil des années, de nouvelles catégories apparurent. Les productions (essentiellement musicales) de Broadway non éligibles à l'origine, commencèrent à être représentées dans différentes catégories à partir de 1968. Le New York Post voyant l'entreprise lui échapper tenta de s'opposer à ces nouvelles catégories. Là encore un arrangement fixa une limite et un droit de veto au journal fut accordé. Les dissidents tentèrent de créer un autre prix qui n'eut pas le succès espéré. Une partie rejoignit l'équipe officielle Vernon Rice Awards, l'autre quitta définitivement la polémique. En 1970 le prix "sportif" provoqua un tollé, et fut supprimé bien que le New York Post n’usât pas de son veto .
Alors que seul le palmarès était annoncé à l'origine, la liste des nommés fut dévoilée à l'avance à partir de 1975.